# Flexbourg

Flexbourg este o comună în departamentul Bas-Rhin, Franța. În 1 ianuarie 2022 avea o populație de 481 de locuitori.